# Bill Newton
William Ellis Newton, né le 8 juin 1919 à St Kilda et mort le 29 mars 1943 à Salamaua en Papouasie-Nouvelle-Guinée, est un militaire australien. 
Élevé à Melbourne, Newton joue au cricket dans la catégorie junior. Il s'enrôle alors dans l'Armée de réserve australienne en 1938 et rejoint la Royal Australian Air Force (RAAF) en février 1940. Décrit par ses collègues comme ayant la dégaine d'« Errol Flynn » ou de « Keith Miller », Newton sert en tant qu'instructeur de vol en Australie avant d'être affecté au 22e escadron, qui commence à opérer avec des bombardiers légers Boston en Nouvelle-Guinée vers la fin de l'année 1942. Venant tout juste de participer à la bataille de la mer de Bismarck, il effectue sa cinquante-deuxième mission lorsque son avion est abattu.
Il est décoré de la Croix de Victoria, la plus haute distinction décernée pour acte de bravoure aux membres des forces armées britanniques et du Commonwealth, pour ses actions en tant que pilote de bombardier en Papouasie-Nouvelle-Guinée en mars 1943 où il réussit à repousser une série d'attaques contre l'isthme de Salamaua, dont la dernière vague l'oblige à effectuer une atterrissage d'urgence en mer. Newton était toujours officiellement porté disparu lorsque l'honneur est rendu public en octobre 1943. Il s'est avéré par la suite qu'il a été emmené captif par les Japonais et exécuté par décapitation le 29 mars.

## Famille, éducation et brève carrière sportive
Né dans la banlieue de St Kilda à Melbourne le 8 juin, Bill Newton est le plus jeune enfant du dentiste Charles Ellis Newton et sa seconde épouse, Minnie,. Il a trois demi-frères et sœurs issus du précédent mariage de son père, dont John, Lindsay, et Phyllis. Il entre au Melbourne Grammar School en 1929, mais deux ans plus tard, il est transféré à l'école secondaire St Kilda Park Central, à cause du baisse du revenu familial résultant de la Grande Dépression. En 1934, âgé alors de quinze ans, il retourne au Melbourne Grammar School où, malgré ses difficultés scolaires, il parvient à obtenir son certificat intermédiaire. Il abandonne ses études lorsque son père meurt subitement d'une crise cardiaque à l'âge de cinquante et un ans. Il commence dès lors à travailler dans un entrepôt de soie,. 
Alors qu'il est encore à l'école, Bill Newton est déjà considéré comme un futur chef de file au sein de sa communauté. Il est également un athlète sportif talentueux, jouant au cricket, au football australien, au golf ainsi qu'au water-polo,. Adepte du Fast bowling, il est ami avec Keith Miller et remporte le trophée Victoria Cricket Association lors de la saison 1937-1938, tandis que Miller recueille le prix équivalent dans le batting. En Janvier 1938, Bill Newton surclasse le batteur en Test cricket Bill Ponsford (le seul Australien à avoir marqué 400 fois dans un match de First-class cricket) lors d'un match au Melbourne Cricket Ground. Il est premier lanceur contre l'Équipe de Nouvelle-Galles du Sud de cricket (son premier et unique match), prenant un total de 3/113, incluant les guichets de Ron Saggers et Arthur Morris qui, comme Miller, feront plus tard partie de la Tournée de l'équipe d'Australie de cricket en Angleterre en 1948.

## Début de carrière
Après avoir obtenu le grade de sergent dans le corps des cadets à l'école militaire, Bill Newton rejoint l'Armée de réserve australienne le 28 novembre 1938, et sert en tant que soldat dans la section mitrailleuse du 6e bataillon du Royal Melbourne Regiment,. Étant toujours employé dans l'entrepôt de soie lors du déclenchement de la Seconde Guerre mondiale en Septembre 1939, il décide de démissionner pour rejoindre la Force aérienne royale australienne le 5 février 1940,. Il a déjà essayé de s'enrôler quand il avait dix-huit ans, mais sa mère refuse de lui donner la permission. Plus tard, avec l'entrée en guerre de l'Australie, elle finit par donner son accord. Ses frères (Qui sont dentistes à l'instar leur père), s'engagent également dans les forces armées ; John en tant que lieutenant dans la Royal Australian Navy et Lindsay en tant que capitaine au corps médical de l'armée. 

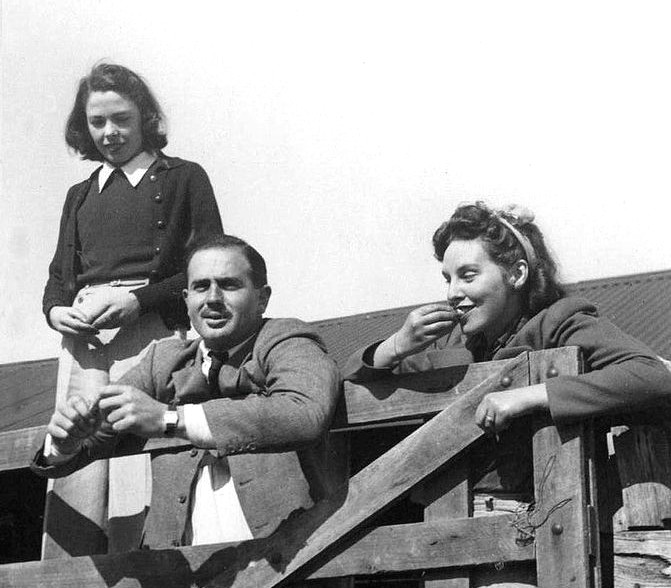
Bill Newton à Wagga Wagga en 1941.

Bill Newton entame sa formation initiale avec la No. 1 Elementary Flying Training School à Parafield, en Australie-Méridionale, à bord d'un De Havilland DH.82 Tiger Moth, puis avec l'escadron no 2 aux Bases aériennes Williams, à Victoria, cette fois à bord de l'avion d'entraînement CAC Wirraways. Il obtient son brevet de pilote et occupe le poste d'officier pilote à partir du 28 juin 1940. À la suite d'une formation avancée aux commandes d'une Avro Anson avec la No. 1 Service Flying Training School au RAAF Point Cook en septembre, il est sélectionné pour devenir Instructeur de vol. Il effectue une formation complémentaire au Central Flying School de Camden, en Nouvelle-Galles du sud avant d'être promu officier aviateur le 28 décembre,. Il commence par la suite à former des étudiants dans le cadre du Plan d'entraînement aérien du Commonwealth britannique au No. 2 Service Flying Training School au Base de la RAAF de Wagga, sous le commandement du group captain Frederick Scherger,. 
En octobre 1941, Bill Newton est transféré au No. 5 Service Flying Training School à Uranquinty. Il trouve la formation frustrante, car il souhaitait avant tout un poste actif aux combats aériens. Sa carrière a cependant pris une nouvelle tournure lorsqu'en février 1942, il est sélectionné pour voler à bord d'une Avro Anson à l'École générale de reconnaissance basée à Laverton. De là, il est envoyé à l'unité de formation opérationnelle n ° 1 à Sale, dans l'état de Victoria, pour l'entrée en service des bombardiers légers à bimoteur Lockheed Hudson en mars et avril. 
Promu au grade de Flight lieutenant le 1er avril 1942, Bill Newton est posté le mois suivant à l'escadron no 22 de Sydney basé au RAAF Station de Richmond, en Nouvelle-Galles du sud,. Précédemment équipé de Hudsons, l'unité vient juste d'adopter la nouvelle Douglas A-20 Havoc, plus performant. L'un de ses camarades l'a décrit comme un « grand homme impétueux et aimable qui pourrait boire avec la plupart d'entre nous un bon coup ; un bon pilote, bon sportif, et avait la côte avec les filles ». L'escadron no 22 est engagé dans des convois ainsi qu'aux luttes anti-sous-marine à Sydney de juillet à septembre, avant de déménager vers le nord jusqu'à Townsville, dans le Queensland. En novembre, il est déployé à Port Moresby en Papouasie-nouvelle-guinée, sous l'égide du groupe opérationnel RAAF No. 9,. 

## Campagne de Nouvelle-Guinée
Bill Newton effectue la première de ses cinquante-deux sorties opérationnelles le 1er janvier 1943, sous la direction de son commandant, le Chef d'Escadron Keith Hampshire. Durant le mois de février, il est chargé des missions en condition météorologique critique dans des zones inconnues et dangereuses, causant de lourdes pertes aux forces japonaises qui luttent contre les troupes alliées dans la province de Morobe,. Début mars, il participe à la Bataille de la mer de Bismarck, un des principaux théâtres de la guerre en Pacifique occidental du sud, bombardant en rase-mottes l'aérodrome de Lae pour empêcher les chasseurs ennemis de décoller, protégeant ainsi les avions alliés attaquant la flotte japonaise. Il est réputé pour attaquer directement ses cibles sans manœuvre évasive, et les laisse toujours en flammes ; lui valant le surnom de « pyromane, ». Les artilleurs japonais, cependant, lui ont donné le surnom de « chapeau bleu », à cause de son habitude à porter un vieux chapeau bleu de cricket lors des opérations. Malgré le risque de guerre aérienne en Nouvelle-Guinée, il a souvent déclaré : « les troupes au sol devraient obtenir deux médailles chacune, avant que n'importe quel aviateur en obtienne une ». 

### Attaques à Salamaua

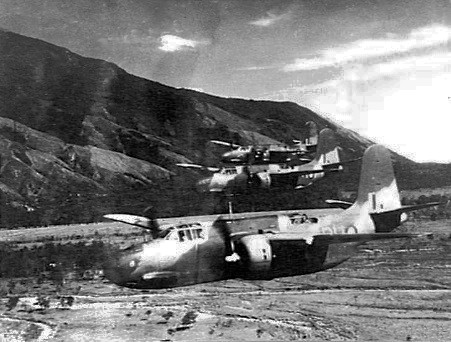
Douglas A-20 Havoc de l'escadron No. 22 au dessus de la Nouvelle-Guinée.

Le 16 mars 1943, Bill Newton mène une sortie sur Salamau dans lequel son Boston est touché à plusieurs reprises par le feu antiaérien japonais, endommageant le fuselage, les ailes, les réservoirs de carburant ainsi que le train d'atterrissage. Malgré cela il a continué son attaque et largue ses bombes en basse altitude sur des bâtiments, des décharges de munitions et les dépôts de carburant ; effectuant une deuxième passage afin de pouvoir mitrailler en rase-mottes ses cibles,. Il parvient néanmoins à ramener sa machine à moitié détruite à la base, où on a pu constater pas moins de quatre-vingt-dix-huit impacts de balle. Deux jours plus tard, avec deux hommes de son équipage, il effectue une nouvelle attaque sur Salamaua avec l'aide de cinq autres Bostons. Alors qu'il bombarde sa cible, son avion est touché, ratissé par le feu des canons ennemis au sol,. Gardant son avion en haute altitude aussi longtemps que possible afin de protéger son équipage des feux de l'ennemi, son avion ne résiste pas longtemps et s'écrase en mer, à environ un kilomètre des côtes,. 
Le navigateur du Douglas A-20 Havoc, le sergent Basil Eastwood, est tué sur le coup, mais Bill Newton et son opérateur radio, le sergent John Lyon, survivent et réussissent à nager jusqu'aux côtes. Plusieurs des autres havoc encerclent la région ; un d'entre eux est immédiatement retourné à la base pour informer Hampshire, et le reste est forcé de partir à cause du manque de carburant. Bill Newton et John Lyon parcourent l'intérieur des terres avec l'aide d'indigènes, dans l'espoir de trouver un coastwatcher australien ; mais ils retournent par la suite sur la côte, où ils sont capturés par une patrouille japonaise du n ° 5 Special Naval Landing Force,. Les deux aviateurs sont emmenés à Salamaua et interrogés jusqu'au 20 mars, avant d'être transférés à Lae où Lyon est exécuté par ordre du Rear Admiral Ruitaro Fujita, le commandant en chef des japonais postés dans la région,. Bill Newton est quant à lui ramené à Salamaua où, le 29 mars 1943, il est décapité à la façon des Samourai avec un Katana par le Sub-Lieutenant Uichi Komai, l'officier qui l'a auparavant capturé,. Komai est tué aux Philippines peu de temps après, et Fujita se suicide à la fin de la guerre. 

### Révélations sur les circonstances de son décès
Tout le monde a d'abord cru que Bill Newton n'avait pas réussi à s'extraire de son avion après le crash, et il est signalé comme porté disparu. Le chef d'escadron Hampshire a immédiatement envoyé une équipe pour récupérer les deux hommes qui ont été vus pour la dernière fois nageant vers la rive, mais aucun signe d'eux n'a été trouvé sur place. Deux semaines plus tard, il écrit une lettre à la mère de Newton dans laquelle il décrit le courage de son fils et affirme qu'il y a encore un espoir de le retrouver en vie. Hampshire a conclu : « Bill est l'un de ces rares hommes qui me manquera encore longtemps et, c'est le cas de le dire, manquera à toute une génération ». Les détails de sa capture et de son exécution n'ont été révélés que bien plus tard vers la fin de l'année, dans un journal trouvé sur un soldat japonais. Bill Newton n'a pas été spécifiquement nommé, mais les preuves circonstancielles l'ont clairement identifié, le journal rapportait la décapitation d'un lieutenant australien dont l'avion a été abattu par les forces antiaériennes japonaises le 18 mars 1943. Le journal japonais décrit le prisonnier comme « composé » face à son exécution imminente et « inébranlable jusqu'à la fin ». Après la décapitation, un marin taillade l'estomac de Bill Newton en déclarant : « Prenez ceci, vous en aurez peut-être besoin. »
Le 5 octobre, quand le quartier général du South West Pacific Area a annoncé les détails de l’exécution, ils ont d'abord refusé de nommer Bill Newton. A part la manque de certitude absolue quant à l'identification, le Air vice-marshal William Bostock, Air officer Commanding de la RAAF, soutient que le fait de le nommer aurait un impact négatif sur tous ses collègues membres de l'escadron No. 22, et que cela leur affectera sérieusement le moral. Les nouvelles de l'atrocité de l’exécution ont provoqué un choc en Australie. Dans le but d'atténuer l'anxiété chez les familles d'autres aviateurs portés disparus, le 12 octobre, le gouvernement fédéral annonce que les proches de l'homme tué ont été informés de son décès. 

### Croix De Victoria
Bill Newton reçoit la Croix de Victoria pour les attaques qu'il a mené le 16 et 18 mars, devenant alors le seul aviateur australien à obtenir cette décoration durant le théâtre de la guerre au Pacifique sud-est, et le seul parmi les escadrons RAAF. La citation, qui affirme à tort qu'il a été abattu le 17 mars plutôt que le lendemain, stipule également que la cause de son décès était qu'il ne parvenait pas à s’éjecter de son avion qui était sur le point de couler. Tout cela a été promulgué dans la Gazette de Londres le 19 octobre 1943. 

## Héritage

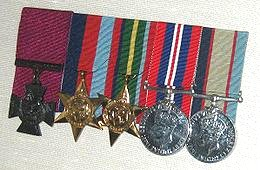
Médailles de Newton conservés au Australian War Memorial.

Enterré d'abord dans un cratère de bombe non marqué à Salamaua, le corps de Bill Newton est retrouvé puis inhumé dans le cimetière de guerre de Lae après la prise de Salamaua par les troupes alliées en septembre 1943,. Au début de l'année 1944, l'aérodrome n ° 4 récemment construit à Nadzab est rebaptisé Newton Field en son honneur. Durant de nombreuses années, le récit de la mort de Bill Newton est entrelacée avec celui d'un commando australien, le sergent Len Siffleet, qui est également capturé en Nouvelle-Guinée. Une photographie célèbre montrant Leonard Siffleet sur le point d'être exécuté avec un Katana est découverte par les troupes américaines en avril 1944 et aurait été attribué à Bill Newton. Cependant, il n'existe aucune photographie de l'exécution de l'aviateur.
La mère de Bill Newton, Minnie, est présentée avec la Croix de Victoria de son fils par le Gouverneur général d'Australie, Henry de Gloucester, le 30 novembre 1945. Elle fait don de la croix au Mémorial australien de la guerre à Canberra, où elle reste exposée avec les autres médailles décernées à son fils. Bill Newton est également commémoré sur la Canberra's Remembrance Driveway. Dans les années 1990, son ami Keith Miller s'est battu avec succès pour s'assurer que le Victoria Racing Club garde le nom de William Ellis Newton Steeplechase (un epreuve couru pendant la Journée de l'ANZAC). Plus tard dans la décennie, Keith Miller a posé la question à l'Australia Post à propos de l'exclusion de Bill Newton d'une série de timbres illustrant des Australiens remarquables, comme le joueur de cricket Donald Bradman. Une plaque dédiée au 22e escadron a été dévoilée au Mémorial de guerre australien par le chef de l'armée de l'air, le Air Marshal Angus Houston, le 16 mars 2003, à l'occasion de la soixantième anniversaire de l'attaque de Bill Newton contre Salamaua.